# Mât chinois
 (juin 2024).
Si vous disposez d'ouvrages ou d'articles de référence ou si vous connaissez des sites web de qualité traitant du thème abordé ici, merci de compléter l'article en donnant les références utiles à sa vérifiabilité et en les liant à la section « Notes et références ».

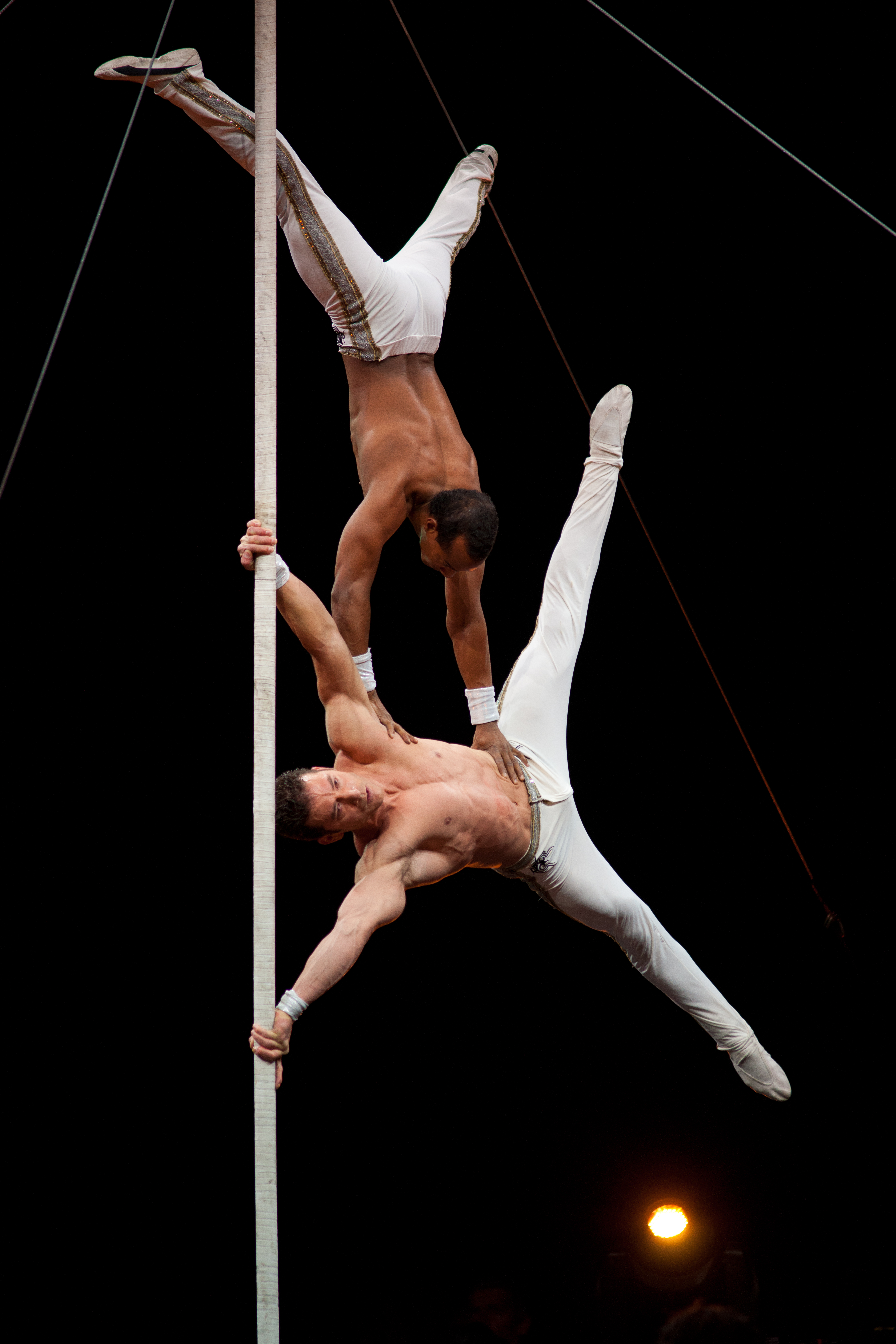
Leosvel et Diosmani, deux artistes cubains au mât chinois.

Le mât chinois est un agrès de cirque d’origine asiatique composé d’un ou de plusieurs poteaux en métal fixés verticalement. 

## Histoire
Le principe des jeux d’agilité autour d’un mât comme discipline codifiée est associé aux peuples d’Asie.
Un groupe de figures acrobatiques découvertes dans les tombes d'Astana à Tourfan, dans le Xinjiang, montre une pratique de l'acrobatie dans les régions de l'ouest de la Chine.
Les Cent figures (bai ji), pratiquées dès l'époque de la dynastie Han (-202 à 220) montraient divers arts comme la lutte, la jonglerie, les acrobaties, les poteaux d'escalade, les arts martiaux,la corde... accompagnés de danse et de musique.
Les acrobaties sur des mâts verticaux sont des pratiques séculaires attestées également au Mexique chez les voladores avec des mâts de 30 mètres de haut et dans les escalades de mât de cocagne en Occident.
Fin XIXe et début du XXe siècle, des troupes asiatiques présententent des numéros de mât chinois en Europe et en Amérique.
Au XXe siècle, des acrobates suisses comme Bauer et Nock exécutent des acrobaties sur des mâts de 20 mètres. Dans son spectacle de l'hiver 1956, The Great Fattini, l'acrobate allemand Fattini évolue sur un mât oscillant de 16 mètres.
Sous sa direction, les comédiens Jean Marais en 1957 et Jean-Pierre Cassel en 1972  reprennent ce numéro  dans des Galas de l’Union des Artistes.
Le mât chinois peut être en bambou, en bois, en acier, en aluminium ou en fibre de carbone.
En 2005, Joao Pereira dos Santos, formé au Centre National des Arts du Cirque de Châlons-en-Champagne, crée le spectacle Peut être, où il présente le mât chinois comme une forme monodisciplinaire.

## Description
S’il est nu, les acrobates utilisent une résine pour les mains afin d’améliorer la préhension. Le plus souvent, le mât est recouvert d’un revêtement de néoprène ou d’une gaine caoutchoutée afin d’améliorer l’adhérence, qui en contrepartie peut causer des brûlures par frottement. Afin de se prémunir contre de telles blessures, les artistes portent le plus souvent plusieurs couches de vêtement, ainsi que diverses protections.
Le mât chinois est utilisé autant en rue qu’en salle ou en chapiteau dans des Numéros acrobatiques. Par sa forme, il peut être facilement intégré en transparence à un décor.
Sa taille peut varier de trois à neuf mètres de haut. Un ou plusieurs acrobates y grimpent et y évoluent, accomplissant différentes figures, acrobaties statiques et dynamiques. En présence de plusieurs mâts, l’on parle aussi de « mât à mât » lorsque les artistes passent d’un mât à un autre.
Un dérivé est le mât oscillant, ballant ou pendulaire qui n’est pas fixé au sol, mais suspendu en son sommet à l’aide d’un câble et parfois même un émerillon afin de permettre des mouvements de rotation. Il permet à l'utilisateur de dynamiser et diversifier les figures grâce au mouvement de pendule pouvant être créé par le mât.
Cette discipline est assez proche du tissu aérien ou de la corde et demande les mêmes dispositions physiques.
C'est une discipline assez présente dans le cirque contemporain, au même rang que le tissu. De nombreuses écoles enseignent aujourd'hui le mât chinois pour les amateurs ou les professionnels. Elle est pratiquée en France en particulier par Tsirihaka Harrivel.